# D·奧克斯
D·奧克斯（D. Oakes，1874年—？年），是一名英格蘭男子羽球運動員。
1898年，羽球史上第一場正式比賽——基爾福公開賽在倫敦西南郊薩里郡的基爾福羽球俱樂部舉行。該次比賽並沒有單打項目，D·奧克斯分別搭配史都華·馬斯登·馬塞與黛西·聖約翰贏得男子雙打與混合雙打冠軍。
1899年，第一屆全英羽球錦標賽開打時也是沒有單打項目。D·奧克斯與同樣的搭檔包辦男子雙打與混合雙打冠軍。
在1900年的全英羽球錦標賽裡，D·奧克斯除了與相同搭檔參加原有兩個項目之外，也參加新增加的單打比賽，結果在混合雙打成功衛冕，男子雙打與男子單打則獲得亞軍。